# Le convenienze ed inconvenienze teatrali
Le convenienze ed inconvenienze teatrali è un'opera di Gaetano Donizetti su libretto di Domenico Gilardoni. L'opera, denominata "farsa in un atto", debuttò al Teatro Nuovo di Napoli il 21 novembre 1827 col titolo Le convenienze teatrali con Gennarino Luzio, ottenendo un buon successo, anche se oggi è rappresentata raramente.
La seconda versione in due atti ha avuto la prima al teatro della Canobbiana di Milano il 20 aprile 1831 e la terza versione in un atto ancora a Napoli il 26 settembre.
Il 1 febbraio 1837 avviene la prima al Teatro Nacional de São Carlos di Lisbona ed il 18 maggio 1843 al Teatro Comunale di Bologna con Domenico Cosselli.
Al teatro La Fenice di Venezia la prima è stata nel 1970 con Anselmo Colzani e Giorgio Zancanaro.
È stata riproposta ai giorni nostri anche col titolo Viva la mamma: nella versione con questo titolo si ricordano soprattutto le interpretazioni di Montserrat Caballé (Corilla) e Juan Pons (Mamma Agata). La simpatia dell'opera è dovuta alle frequenti parti in dialetto napoletano, (poi italianizzato dallo stesso Donizetti in una versione successiva) e al singolare personaggio di Mamma Agata, raro caso di en travesti al contrario (una voce maschile che interpreta un ruolo femminile, frequente agli albori dell'opera barocca).

## Cast della prima assoluta del 1831
| Personaggio | Interprete          |
| ----------- | ------------------- |
| Prima donna | Fanny Corri-Paltoni |
| Agata       | Gennarino Luzio     |
| Guglielmo   | Giuseppe Giordano   |

## Trama

### Atto I
La scena si apre in un teatrino d'opera di Brozzi, dove stanno provando un'opera seria in occasione della Fiera di Campi. La prima donna, Corilla, tiranneggia su tutti, aiutata dal marito, l'odioso Procolo, e nessuno capisce come si scriva il cognome del tenore tedesco Guglielmo. La prima donna esige che il dramma s'intitoli anziché Romolo ed Ersilia, Ersilia e Mommolo, attirando le proteste di Doratea, il musico, e le ire della "seconda donna", Luigia, e della sua insopportabile madre, Agata, la quale pretende che la figlia e la prima donna facciano un duetto, per stabilire chi delle due reciterà. Le due cantanti tuttavia litigano sempre, Doratea scappa. In seguito,anche Guglielmo scapperà, dopo essere stato aggredito da mamma Agata. L'ispettore, per non annullare l'opera, decide di far cantare Agata nella parte di Ersilia, e Agata viene trascinata nel camerino, gridando contro l'ispettore.

### Atto II
Inizia la parte più comica dell'opera: mamma Agata deve sostituire la prima donna (esilarante la parodia della "canzone del salice" dell'Otello rossiniano: Assisa a piè d'un salice diventa Assisa a piè d'un sacco). Nella scena del trionfo, Procolo è costretto a sostituire il tenore nella parte di Romolo, e stona tutte le parti. Durante la scena del sacrificio di Ersilia, Agata non fa che parlare quando non deve, e Corilla pretende di cantare alla fine dell'opera, per poter riposarsi. Tuttavia, l'ispettore, a causa della fuga del tenore e del musico, comunica la decisione del podestà e del consiglio di annullare l'opera. Per evitare di pagare i costi di produzione, tutti se ne vanno, lasciando l'Impresario in preda alla disperazione.

## Struttura musicale

### Prima versione
- Ouverture

#### Atto I
- N. 1 - Introduzione Cori, attenti e a tempo entrate (Biscroma, Corilla, Procolo, Luigia, Dorotea, Prospero, Guglielmo)
- N. 2 - Aria Guglielmo Ah! Tu mi vuoihi
- N. 3 - Cavatina Agata "Mascalzoni! Sfaccendati!" (Agata, Biscroma)
- N. 4 - Aria Procolo Che credete che mia moglie
- N. 5 - Duetto Corilla-Agata Ch'io canti un duetto
- N. 6 - Terzetto Guglielmo-Agata-Biscroma Per me non trovo calma
- N. 7 - Finale Livorno, dieci Aprile (Agata, Luigia, Prospero, Biscroma, Procolo, Corilla, Ispettore)

#### Atto II
- N. 8 - Duetto Impresario-Agata Senza tanti complimenti
- N. 9 - Romanza Agata Assisa a piè d'un sacco
- N. 10 - Marcia trionfale Viva il grande Romolo (Coro, Procolo)
- N. 11 - Marcia lugubre
- N. 12 - Finale II Ecco nato un altro intoppo - Nell'aria si avanza (Prospero, Agata, Luigia, Corilla, Prospero, Procolo, Biscroma, Ispettore, Coro)

### Seconda versione
Nella seconda versione, il personaggio di Prospero Salzapariglia muta registro vocale da basso a tenore ed assume il nome di Cesare Salzapariglia, mentre Corilla assume quello di Daria. Parimenti, il musico Dorotea Frescopane è cassato, a favore del castrato Pippetto.
- Ouverture

#### Atto I
- N. 1 - Introduzione Cori, attenti e a tempo entrate (Biscroma, Daria, Procolo, Luigia, Pippetto, Cesare, Guglielmo)
- N. 2 - Cavatina Agata Lazzarune, scauzacane (Agata, Biscroma)
- N. 3 - Aria Procolo Che credete che mia moglie
- N. 4 - Duetto Daria-Agata Ch'io canti un duetto
- N. 5 - Terzetto Guglielmo-Agata-Biscroma Per me non trovo calma
- N. 6 - Finale I Livorno, dieci aprile (Agata, Luigia, Cesare, Biscroma, Procolo, Daria, Ispettore, Impresario)

#### Atto II
- N. 7 - Romanza Agata Assisa a' piè d'un sacco
- N. 8 - Aria di baule (Daria)
- N. 9 - Aria di baule (Guglielmo)
- N. 10 - Aria di baule (Luigia)
- N. 11 - Marcia con assolo Viva il grande Romolo (Coro, Procolo)
- N. 12 - Finale II Che successe? Via ti spiega! (Prospero, Agata, Luigia, Corilla, Prospero, Procolo, Biscroma, Coro, Impresario)

## Arie famose
- E puoi goder, tiranno cavatina di Corilla
- Mascalzoni! Sfaccendati! aria di Mamma Agata
- Ch'io canti un duetto duetto tra Corilla e Mamma Agata
- Livorno, 10 aprile, finale concertato I
- Assisa a piè d'un sacco aria di Mamma Agata
- Finale II (Marcia Trionfale - Marcia funebre e coro Ecco nato un altro intoppo)

## Discografia
| Anno | Cast (Corilla, Procolo, Luigia, Agata, Prospero, Biscroma, Guglielmo)                                                | Direttore, Orchestra e Coro | Etichetta                                                                                           |
| ---- | --- | --- | --------------------------------------------------------------------------------------------------- |
| 1963 | Mariella Adani, Giorgio Tadeo, Alberta Gonzales, Renato Capecchi, Paolo Pedani, Paolo Montarsolo                     | Bruno Rigacci Orchestra e Coro dell'Angelicum di Milano | LP: E. J. Smith EJS 296 (1964)                                                                      |
| 1970 | Daniela Mazzucato, Giorgio Zancanaro, Marisa Salimbeni, Anselmo Colzani, Gianluigi Colmagro, Alessandro Maddalena    | Jesús López-Cobos Orchestra e Coro del Gran Teatro La Fenice di Venezia                                                                                     | LP: Raritas OPR 410                                                                                 |
| 1972 | Lissa Gray, Peter Lyon, Rosemary Williams, Michael Aspinall, Paschal Allen, Wyndham Parfitt                          | Piano (Registrazione di uno spettacolo in inglese col titolo Viva la mamma)                                                                                 | LP: Voce Records 5                                                                                  |
| 1976 | Daniela Mazzucato, Alberto Rinaldi, Alberta Valentini, Giuseppe Taddei, Leo Nucci, Federico Davià                    | Carlo Franci Orchestra e Coro dell'Opera di Stato di Vienna (Registrato al Theater am Kornmarkt di Bregenz nell'ambito del Festival di Bregenz)             | CD: Bella Voce BLV 107232                                                                           |
| 1981 | Daniela Dessì, Franco Sioli, Lauretta Perasso, Simone Alaimo, Armando Ariostini, Giuseppe Lamazza, William Matteuzzi | Antonello Allemandi Orchestra Sinfonica Estense e Coro del Teatro dell'Opera Giocosa di Genova                                                              | LP: Ars Nova AVST 36222 CD: Ars Nova ACDAN 2165 Sarx SXAM 2021                                      |
| 1990 | Maria Angeles Peters, Roberto Scaltriti, Susanna Rigacci, Domenico Trimarchi, ?, ?                                   | Bruno Rigacci Orchestra Sinfonica dell’Emilia Romagna "Arturo Toscanini" e Coro del Teatro Rossini di Lugo                                                  | CD: Bongiovanni GB 2091/92-2 (include anche Betly)                                                  |
| 1995 | Maria Costanza Nocentini, Alberto Noli, Cristina Rubin, Bruno De Simone, Enrico Turco, Mario Utzeri                  | Fabrizio Maria Carminati Orchestra dei Pomeriggi Musicali e Coro del Teatro Donizetti di Bergamo (registrazione dal vivo)                                   | CD: BMG Ricordi 74321 40587-2 (1997) Ricordi RFCD 2026.1 (distribuzione Agorá, 1999)                |
| 2000 | Luciana Serra, Maurizio Leoni, Sabrina Vitali, Andrea Concetti, Giuseppe Nicodemo, Enrico Marabelli, Eva Riccioli    | Enrique Mazzola Royal Northern College of Music Orchestra e Corale Poliziana (registrazione dal vivo al Teatro Poliziano di Montepulciano)                  | CD: Kicco Classics 65 Archiviato il 7 novembre 2017 in Internet Archive. VHS: OperaUniverse OU 9001 |
| 2002 | Adelaide Negri, Roberto Falcone, Virginia Videla, Leonardo López Linares, Mario De Salvo, Pablo Toyo                 | Susana Frangi Orchestra e Coro da camera della Casa de la Opera di Buenos Aires (cantato in italiano e spagnolo)                                            | CD: New Ornamenti NOM 201-2 DVD: New Ornamenti DNO 309                                              |
| 2009 | Jessica Pratt, Simon Bailey, Aurora Tirotta, Vincenzo Taormina Jong Min Park Christian Senn Leonardo Cortellazzi     | Marco Guidarini Orchestra e Coro dell'Accademia del Teatro alla Scala Regia: Antonio Albanese Live Registrata Teatro alla Scala di Milano nell'ottobre 2009 | DVD Bel Air Classiques BAC0631 DVD Archiviato l'11 agosto 2016 in Internet Archive.                 |
| 2010 | Donata D'Annunzio, Enrico Marabelli, Stefania Donzelli, Paolo Bordogna, Daniele Girometti, Domenico Colaianni        | Vito Clemente Orchestra Sinfonica G. Rossini (registrazione dal vivo al Teatro della Fortuna di Fano)                                                       | DVD: Bongiovanni AB 20016                                                                           |